# Riserva naturale Bocche di Po
La riserva naturale Bocche di Po è un'area naturale protetta della regione Veneto istituita nel 1977.
Occupa una superficie di 424,76 ha nella provincia di Rovigo.

## Fauna
Questa regione è una delle mete più famose in Italia dove praticare birdwatching, infatti si possono osservare molte specie di uccelli. Vi nidificano il Fenicottero, varie specie di gabbiani, Spatola, Airone Rosso, Tarabusino, Tarabuso, Sgarza ciuffetto, Marangone minore, Sterna comune, Avocetta, Cavaliere d'Italia, Beccaccia di mare, Falco di palude, Albanella minore, Volpoca. In inverno è possibile osservare varie specie di anatre e oche quali l'Oca Selvatica e l'Oca Lombardella. In primavera si osservano le migrazioni dei limicoli.